# Andrzej Wielowiejski
Andrzej Wielowiejski herbu Półkozic (ur. w 1746 roku – poległ 4 listopada 1794 na Pradze) – komendant i pułkownik Gwardii Konnej Koronnej w 1793 roku.